# Isembart (Barcelona)
Isembart (* unbekannt; † 852) war ein fränkischer Adliger und von 849 bis 852 gemeinsam mit Aleran Graf von Barcelona.

## Herkunft
Er war wahrscheinlich ein Sohn von Warin von Burgund, dem die von Wilhelm von Septimanien beanspruchte Grafschaft Autun zugesprochen worden war.

## Titel
- 849 bis 852 Graf von Barcelona, Empúries und Rosselló sowie Markgraf von Septimanien – gemeinsam mit Aleran

## Leben
In der Reichsversammlung von Narbonne 849 ernannte Karl der Kahle Aleran zum Grafen von Barcelona und von Empúries-Rosselló sowie zum Markgrafen von Septimanien. Da dieser auch Wilhelm, den Sohn Bernhards von Septimanien in Schach halten sollte, stellte er ihm mit Isembart einen Co-Grafen zur Seite. Wilhelm von Septimanien hatte sich dem rebellierenden Pippin II. von Aquitanien angeschlossen und sich der Grafschaften Barcelona und Empúries bemächtigt.
Gemeinsam mit Aleran gelang es Isembart schließlich, den durch den Emir von Córdoba, Abd ar-Rahman II. unterstützten Wilhelm zu besiegen. Wilhelm musste sich daraufhin nach Barcelona zurückziehen, wo er durch kaisertreue Adlige gefangen genommen und hingerichtet wurde.
Um den Tod ihres Bündnispartners zu rächen, griffen die Araber 851–852 Barcelona an und eroberten die Stadt. Sie plünderten mehrfach die Stadt und vertrieben teilweise die Bevölkerung, bevor sie sich wieder zurückzogen. Möglicherweise starb Aleran im Verlauf dieser Kämpfe. Daraufhin herrschte Isembart alleine bis 852 Odalric zum Nachfolger ernannt wurde.
Im Sommer 852 wurde der Frieden durch einen Vertrag wiederhergestellt.